# Нкалинзи
Нкалинзи или Калинзи (суахили и англ. Nkalinzi) — небольшой город и община (ward / shehia) на западе Танзании, на территории области Кигома. Входит в состав округа Кигома сельский.

## Географическое положение
Город находится в западной части области, к востоку от озера Танганьика, на высоте 1811 метров над уровнем моря.
Нкалинзи расположен на расстоянии приблизительно 25 километров к северо-северо-востоку (NNE) от города Кигома, административного центра провинции и на расстоянии приблизительно 1075 километров к западу-северо-западу (WNW) от столицы страны Дар-эс-Салама.
К юго-западу от города расположен национальный парк Гомбе-Стрим.

## Население
По данным официальной переписи 2012 года численность населения Нкалинзи составляла 27 426 человек, из которых мужчины составляли 47,9 %, женщины — соответственно 52,1 %.

## Транспорт
Ближайший аэропорт расположен в городе Кигома.